# Freedom Tower (Miami)
La Freedom Tower, chiamata anche in spagnolo Torre de la Libertad, è un edificio situato a Miami, in Florida, negli Stati Uniti d'America.

## Descrizione
Realizzato nel 1925 e progettato dall'architetto e dallo studio Schultze & Weaver, è utilizzato come museo d'arte contemporanea e ufficio centrale per diverse discipline artistiche associate al Miami Dade College. Si trova al 600 Biscayne Boulevard sul Wolfson Campus del Miami Dade College. Il 10 settembre 1979, è stato inserito nel National Register of Historic Places. È stato inserito nel National Historic Landmark il 6 ottobre 2008, per il ruolo svolto nell'ospitare i cubani in fuga in Florida. Il 18 aprile 2012, la sezione della Florida dell'American Institute of Architects ha inserito l'edificio nella sua lista di Florida Architecture: 100 Years. 100 Places.